# Miles Teller
Miles Alexander Teller (Downingtown, Pensilvania; 20 de febrero de 1987) es un actor estadounidense. Desde joven, mostró interés por la música y el baloncesto, pero finalmente decidió enfocarse en la actuación y se graduó de Bellas artes en la Tisch School of the Arts, perteneciente a la Universidad de Nueva York. Posteriormente, comenzó a estudiar actuación del método en el Instituto de Teatro y Cine Lee Strasberg y apareció en varios cortometrajes hasta debutar formalmente en el cine con la película Rabbit Hole (2010), en la que fue escogido personalmente por Nicole Kidman.
Tras su debut, Teller ganó reconocimiento protagonizando la película The Spectacular Now (2013), en la cual recibió elogios de la crítica y ganó el premio especial del jurado en el Festival de Cine de Sundance de 2013. Más tarde, protagonizó Whiplash (2014) e igualmente obtuvo buenas críticas, por lo que fue nominado a los premios BAFTA como estrella emergente. También apareció en la película Divergent (2014) y sus dos secuelas Insurgent (2015) y Allegiant (2016). Asimismo, interpretó al superhéroe Reed Richards en Fantastic Four (2015). Después de ello, protagonizó varias películas biográficas como War Dogs (2016), Only the Brave (2017) y Thank You for Your Service (2017), en las que también tuvo buenas críticas. En 2019, protagonizó la miniserie de drama criminal Too Old to Die Young, seguida por la exitosa cinta Top Gun: Maverick (2022).

## Biografía

### 1987-2009: primeros años y educación
Miles Alexander Teller nació el 20 de febrero de 1987 en Downingtown, en el estado de Pensilvania (Estados Unidos), hijo de Merry, una agente de bienes raíces, y Mike Teller, un ingeniero nuclear. Sus padres son del Municipio de Carneys Point. Tiene dos hermanas mayores llamadas Dana y Erin. Tiene ascendencia judeorusa por su padre, así como británica, polaca y francesa por su madre.
Durante su infancia, vivió en varios lugares de Pensilvania debido al trabajo de su padre, hasta que su familia se mudó al Condado de Citrus, en el estado de Florida, cuando Teller tenía 12 años, y en donde asistió a la Secundaria Lecanto. En este tiempo, tocaba el saxofón y fue baterista de una banda en una iglesia, así como presidente del club de drama de su escuela. También tocaba el piano y la guitarra, además de ser parte del equipo de baloncesto, aspirando convertirse en jugador profesional algún día. Posteriormente, la familia se asentó en Cape May, en Nueva Jersey. Teller tuvo un accidente automovilístico en 2007, el cual le dejó muchas cicatrices en el rostro y el cuello. Teller comenzó a estudiar Bellas artes en Tisch School of the Arts, perteneciente a la Universidad de Nueva York, carrera en la que se graduó con honores en 2009.

### 2010-2019: debut actoral y elogios de la crítica
Tras graduarse de la universidad, Teller debutó formalmente en el cine con la película Rabbit Hole (2010), en la que Nicole Kidman lo seleccionó especialmente para dicho papel. En la cinta, interpretó a Jason, un adolescente que se siente culpable por haber atropellado al hijo de una pareja, y su actuación tuvo buenos comentarios de la crítica. Después, apareció en Footloose (2011) interpretando a Willard Hewitt, un adolescente aspirante a bailarín. Su actuación recibió buenas críticas, principalmente por el carisma del actor. También apareció en Project X (2012) dando vida a un deportista universitario llamado Miles. Aunque la película tuvo críticas negativas, fue un éxito en taquilla.

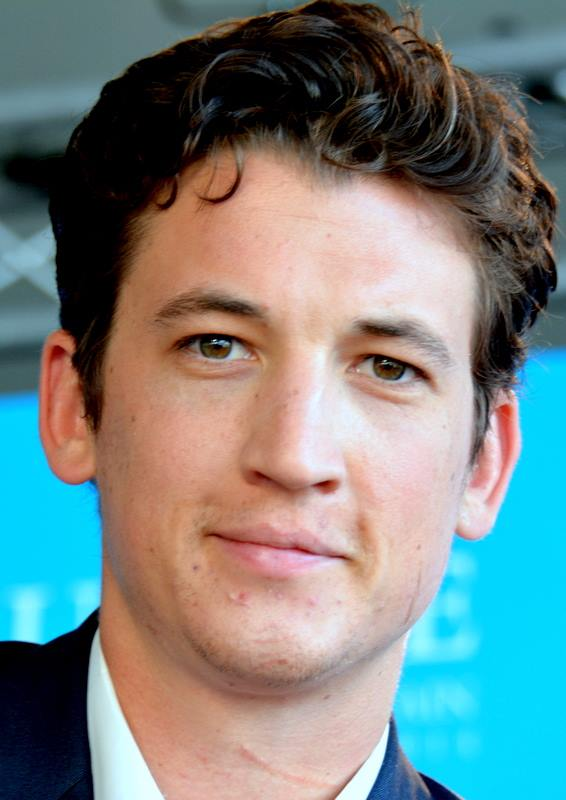
Teller en septiembre de 2014.

Teller obtuvo su primer papel protagónico en la película The Spectacular Now (2013) junto a Shailene Woodley. La película y su actuación en cuestión recibieron elogios por parte de la crítica, quienes destacaron su capacidad de expresar tanto miedo como alegría, además de haber alabado su química con Woodley. En el Festival de Cine de Sundance de 2013, Teller y Woodley ganaron el premio especial del jurado por actuación sobresaliente en una película. También fue nominado como actor revelación en los MTV Movie Awards de ese año. Poco después, Teller ganó reconocimiento por su protagonismo como el ambicioso baterista de jazz, Andrew Neiman, en la película Whiplash (2014), la cual recibió la aclamación de la crítica. Su actuación obtuvo elogios por la intensidad y agonía del personaje, así como su dinámica con el interpretado por J.K. Simmons. Gracias a ello, fue nominado como estrella emergente en los BAFTA y como mejor actor en los Gotham Awards y los Satellite. Por otra parte, protagonizó las comedias románticas That Awkward Moment (2014) junto a Zac Efron y Michael B. Jordan, así como Two Night Stand (2014) junto a Analeigh Tipton. Sin embargo, ambas cintas tuvieron comentarios negativos por parte de la crítica. También interpretó al arrogante Peter Hayes en Divergent (2014), que tuvo críticas mixtas, y repitió dicho papel poco después en The Divergent Series: Insurgent (2015), que igualmente tuvo críticas mixtas. A pesar de ello, ambas películas tuvieron buen recibimiento en taquilla. Por su actuación en la segunda entrega, fue nominado a los Teen Choice Awards como roba escenas de películas.
Por otra parte, Teller interpretó al personaje de Reed Richards / Mr. Fantástico en Fantastic Four (2015), la cual recibió críticas sumamente negativas y se convirtió en un fracaso de taquilla tras generarle pérdidas al estudio de cerca de 100 millones de dólares. Además, en los Golden Raspberry Awards ganó el premio al peor equipo en pantalla en conjunto con Michael B. Jordan, Kate Mara y Jamie Bell. Posteriormente, interpretó por tercera y última vez a Peter Hayes en The Divergent Series: Allegiant (2016), que fue un fracaso tanto en crítica como taquilla. Pese a esto, recibió su segunda nominación a los Teen Choice Awards. Luego protagonizó las películas Bleed for This (2016) como el boxeador Vinny Pazienza y War Dogs (2016) como el traficante de armas David Packouz, en las cuales tuvo críticas positivas por su sentido del humor, carisma y compromiso en el desarrollo de los personajes.
Teller protagonizó la cinta Thank You for Your Service (2017), en la que interpretó a Adam Schumann, un soldado con trastorno por estrés postraumático, y obtuvo elogios de la crítica por su actuación, que fue considerada como una de las mejores de su carrera. También protagonizó Only the Brave (2017) como el irresponsable bombero Brendan «Donut» McDonough, con el cual fue alabado por la crítica por ser «perfecto para el papel». Después, protagonizó la miniserie Too Old to Die Young con el papel del detective Martin Jones.

### 2020-presente: proyectos futuros
Teller protagonizó la película Top Gun: Maverick (2022) junto a Tom Cruise, la cual originalmente estaba programada para estrenar en junio de 2020 pero debió ser retrasada hasta mayo de 2022 por la pandemia de COVID-19. Según el actor, esta fue una de sus actuaciones más difíciles ya que el rodaje se extendió por todo un año y debió tomar clases de vuelo por tres meses para tolerar la fuerza g, puesto que no se usaron dobles ni pantallas verdes para las escenas aéreas. La película recibió la aclamación de la crítica por diversos aspectos, entre ellos las actuaciones del reparto, y también se convirtió en un éxito en taquilla al recaudar 1.5 mil millones de dólares, la mayor cifra por cualquier película lanzada en 2022. También protagonizó Spiderhead (2022) junto a Chris Hemsworth. Hará su debut como productor y protagonizará la cinta Not Without Hope, adaptación cinematográfica del libro homónimo de 2010.

## Vida personal

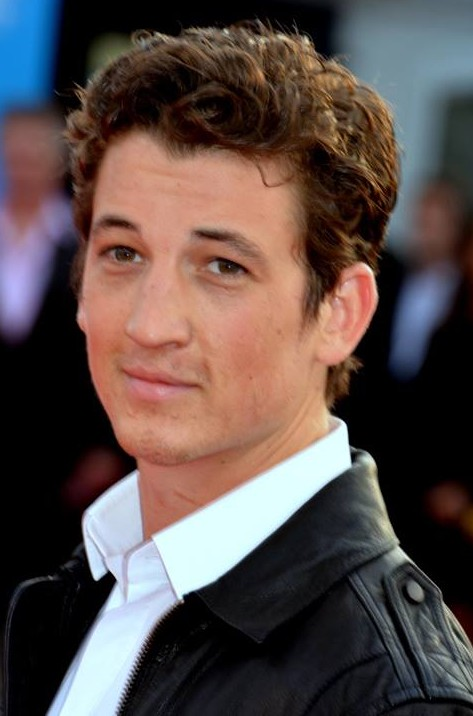
Miles Teller en el Festival de Cine de Deauville

Teller comenzó una relación con la modelo Keleigh Sperry a mediados de 2013 luego de que ambos se conocieron por un amigo en común integrante de The Black Keys. La pareja se comprometió en agosto de 2017 en un viaje de vacaciones en Sudáfrica y finalmente se casaron el 1 de septiembre de 2019 en la isla de Maui, en Hawái. La pareja trabaja activamente con la fundación Wells of Life, la cual busca llevar agua potable a las poblaciones de África.

## Filmografía
| Año  | Título                          | Rol                            | Notas        |
| ---- | ------------------------------- | ------------------------------ | ------------ |
| 2004 | Moonlighters                    | Miles                          | Cortometraje |
| 2007 | A Very Specific Recipe          | Lee                            | Cortometraje |
| 2008 | The Musicians                   | Miguel                         | Cortometraje |
| 2010 | The Track Meet                  | Andrew                         | Cortometraje |
| 2010 | Rabbit Hole                     | Jason                          |              |
| 2011 | Footloose                       | Willard Hewitt                 |              |
| 2012 | Proyecto X                      | Miles                          |              |
| 2013 | 21 & Over                       | Miller                         |              |
| 2013 | The Spectacular Now             | Sutter Keely                   |              |
| 2014 | That Awkward Moment             | Daniel                         |              |
| 2014 | Divergente                      | Peter Hayes                    |              |
| 2014 | Two Night Stand                 | Alec                           |              |
| 2014 | Whiplash                        | Andrew Neiman                  |              |
| 2015 | 4 Fantásticos                   | Reed Richards / Mr. Fantástico |              |
| 2015 | The Divergent Series: Insurgent | Peter Hayes                    |              |
| 2016 | The Divergent Series: Allegiant | Peter Hayes                    |              |
| 2016 | War Dogs                        | David Packouz                  |              |
| 2016 | Bleed For This                  | Vinny Pazienza                 |              |
| 2016 | Get a Job                       | Will Davis                     |              |
| 2017 | Only the Brave                  | Brendan «Donut» McDonough      |              |
| 2017 | Thank You for Your Service      | Adam Schumann                  |              |
| 2022 | Top Gun: Maverick               | Bradley «Rooster» Bradshaw     |              |
| 2022 | Spiderhead                      | Jeff                           |              |
| 2023 | The Ark and the Aardvark        | Gilbert                        | Voz          |
| 2025 | El abismo secreto               | Levi Kane                      |              |
| 2025 | Michael                         | John Branca                    |              |

| Año  | Título               | Papel          | Notas                           |
| ---- | -------------------- | -------------- | ------------------------------- |
| 2009 | The Unusuals         | James Boorland | Episodio: «Boorland Day»        |
| 2019 | Too Old to Die Young | Martin Jones   | Elenco principal (10 episodios) |
| 2022 | The Offer            | Al Ruddy       | Miniserie                       |

## Premios y nominaciones
| Año  | Premiación              | Categoría                                                              | Nominado por                    | Resultado | Ref.   |
| ---- | ----------------------- | ---------------------------------------------------------------------- | ------------------------------- | --------- | ------ |
| 2014 | MTV Movie Awards        | Mejor Beso (compartido con Shailene Woodley)                           | The Spectacular Now             | Nominado  | [ 19 ] |
| 2014 | MTV Movie Awards        | Actor Revelación                                                       | The Spectacular Now             | Nominado  | [ 19 ] |
| 2014 | Gotham Awards           | Mejor Actor                                                            | Whiplash                        | Nominado  | [ 23 ] |
| 2015 | BAFTA Awards            | Estrella Emergente                                                     | Whiplash                        | Nominado  | [ 22 ] |
| 2015 | MTV Movie Awards        | Mejor Actuación Masculina                                              | Whiplash                        | Nominado  | [ 49 ] |
| 2015 | MTV Movie Awards        | Momento más Impactante                                                 | Whiplash                        | Nominado  | [ 49 ] |
| 2015 | MTV Movie Awards        | Mejor Momento Musical                                                  | Whiplash                        | Nominado  | [ 49 ] |
| 2015 | Satellite Awards        | Mejor Actor                                                            | Whiplash                        | Nominado  | [ 24 ] |
| 2015 | Teen Choice Awards      | Roba Escenas de Película                                               | The Divergent Series: Insurgent | Nominado  | [ 29 ] |
| 2016 | Golden Raspberry Awards | Peor Equipo en Pantalla (con Michael B. Jordan, Kate Mara y Jamie Bell | Fantastic Four                  | Nominado  | [ 32 ] |
| 2016 | Teen Choice Awards      | Roba Escenas de Película                                               | The Divergent Series: Allegiant | Nominado  | [ 33 ] |
| 2022 | People's Choice Awards  | El Actor de Cine de 2022                                               | Top Gun: Maverick               | Nominado  | [ 50 ] |